# Strasbourg Illkirch-Graffenstaden Basket (féminin)
Actualités
Le club féminin de Strasbourg Illkirch-Graffenstaden Basket est un club de basket-ball des villes Strasbourg et Illkirch-Graffenstaden (Bas-Rhin), engagé en championnat de Ligue féminine 2 (LF2 - 2e échelon).
La section masculine dispute le championnat de France de Pro A.

## Historique
En avril 2018, alors que le club est sportivement relégable en Nationale 1, l'entraîneur Philippe Breitbucher annonce son retrait après 26 ans sur le banc alsacien. Il est remplacé par Fabien Kaerlé .
Deuxième de la poule A de NF1 la saison passée après être descendue de LF2 en 2024, la SIG est admise durant l'été à retrouver une place en Ligue 2 à la faveur de forfait d'autres formations.

## Palmarès et résultats
| Saison    | Championnat de France | Championnat de France | Coupe de France |
|           | Saison régulière      | Play-offs             |                 |
| --------- | --------------------- | --------------------- | --------------- |
| 2007-2008 | Nationale 2           | Vainqueur             | ?               |
| 2008-2009 | Ligue 2, ?            | ?                     | ?               |
| 2009-2010 | Ligue 2, ?            | ?                     | ?               |
| 2010-2011 | Ligue 2, 8/16         | Non qualifié          | ?               |
| 2011-2012 | Ligue 2, 10/14        | Non qualifié          | ?               |
| 2012-2013 | Ligue 2, 7/14         | Non qualifié          | ?               |
| 2013-2014 | Ligue 2, 7/14         | Non qualifié          | ?               |
| 2014-2015 | Ligue 2, 11/14        | Non qualifié          | ?               |
| 2015-2016 | Ligue 2, 7/12         | Non qualifié          | ?               |
| 2016-2017 | Ligue 2, 9/14         | Non qualifié          | ?               |
| 2017-2018 | Ligue 2, 11/12        | Non qualifié          | ?               |
| 2018-2019 | NF1                   | Finaliste             | -               |
| 2019-2020 | Ligue 2, 9/12         | Non qualifié          | 32e de finale   |
| 2020-2021 | Ligue 2, 7/12         | Annulés               | 16e de finale   |
| 2021-2022 | Ligue 2, 7/12         | Demi-finale           | 32e de finale   |
| 2022-2023 | Ligue 2, 6/12         | Demi-finale           | Demi-finale     |
| 2023-2024 | Ligue 2, 11/12        | -                     | 16e de finale   |
| 2024-2025 | NF1, 2/12 (A)         | -                     | -               |
| 2025-2026 | Ligue 2               | -                     | -               |

PromuRelégué
VainqueurFinaliste

## Personnalités du club

### Présidents
- Luc Pfister (2005–2018) : Président d’honneur
- Stéphane Weber (2018–présent)

### Entraîneurs successifs
- Philippe Breitenbucher (1992–2018)[5]
- Fabien Kaerlé (2018–)[5]

## Saison 2016-2017
| Numéro | Nom                    | Née le           | Taille | Nationalité    | Poste      |
|        | Lisa Bacconnier        | 20 juin 1994     | 1,69 m | France         | Arrière    |
| 12     | Mollie Williams        | 1er août 1990    | 1,87 m | États-Unis     | Ailière    |
|        | Réjane Verin           | 22 novembre 1993 | 1,85 m | France         | Ailière    |
|        | Margot Bienvenu        | 12 décembre 1997 | 1,85 m | France         | Ailière    |
|        | Justine Wintz          | 30 avril 1998    | 1,83 m | France         | Arrière    |
|        | Célia Mauler           | 1993             | 1,68 m | France         | Arrière    |
|        | Darline Nsoki          | 9 novembre 1989  | 1,82 m | France         | Ailière    |
|        | Pauline Krawczyk       | 17 mars 1985     | 1,82 m | France Pologne | Ailière    |
|        | Kathleen Bourdin       | 1987             | 1,62 m | France         | Meneuse    |
|        | Louise Dambach         | 25 février 1996  | 1,75 m | France         | Arrière    |
|        | Leia Bouderra          | 1er mars 1996    | 1,67 m | France         | Meneuse    |
|        | Cécile Dambach         | 25 février 1996  | 1,75 m | France         | Arrière    |
|        | Céline Schmitt Sendner | 15 novembre 1980 | 1,85 m | France         | Intérieure |
|        | Céline Pfister         | 24 juin 1994     | 1,70 m | France         | Meneuse    |